# 前橋市立荒牧小学校・南橘中学校みやま分校
前橋市立荒牧小学校・前橋市立南橘中学校みやま分校（まえばししりつ あらまきしょうがっこう・まえばししりつ なんきつちゅうがっこうみやまぶんこう）は、群馬県前橋市にある公立小中学校。

## 概要
群馬県立ぐんま学園の施設内にあり、児童自立支援施設に入所している子供たちを対象に、近隣の前橋市立荒牧小学校と前橋市立南橘中学校の教員が指導している。

## 沿革
- 2005年（平成17年）4月 - ぐんま学園学校教育導入のため、学園内に前橋市立荒牧小学校・南橘中学校みやま分校開設
- 2008年（平成20年）10月 - ぐんま学園創立100周年

## 教育目標
強く逞しく思いやり溢れる豊かな心の育成を目指す「心の教育」を基本におき、粘り強く確かな学力や健康・体力づくりに取り組み、一人一人の将来の幸福を想像する「生きる力」を育成する。

### 小学校
明るく優しい心で粘り強く学習や運動に取り組む子ども

### 中学校
自らの考えを持ち、他を思いやる豊かな心で、くじけず粘り強く努力する生徒

## 特徴的な授業

### 算数・数学における習熟度別授業
児童生徒の学力や進度の差が大きい算数、数学クラスは習熟度別のクラス編成で指導している。転入児にテストを行い、その結果と本人の希望でクラスを決め、また時々学力や生徒指導の観点からクラス編成を見直しながら進めている。

### 理科・技術家庭科、体育等での複数教員による指導について
理科、技術・家庭、体育については、実験や刃物を使ったり、体の接触がありエキサイトしやすいといったことを考慮し、安全対策ときめ細かな指導のため、複数の教員を配置した指導を行っている。

### 中学部のキャリア教育
7月には、中学部全学年を対象に職業講話として様々な方に仕事についての話がある。また、9月には中学部1・2年生による職場見学、3学期には1・2年生による3日間の職場体験、3年生希望者による4週間の職場自習を行っている。

## 所在地
群馬県前橋市川原町826番地